# 宝山路站
宝山路站位于中华人民共和国上海市静安区北站街道交通路与宝山路交叉口，是上海地铁3号线与4号线的地铁车站，也是两线在顺时针方向上共轨的最后一个车站。宝山路站下方曾是淞沪铁路的轨道，在建造3号线时拆除了部分原轨道。

## 車站結構

### 楼层分布
宝山路站共设有三层。一层北侧为出入口及车站办公设施，南侧为上海客技站17道整备线。
| 地上三层 | 侧式站台，右侧开门 | 侧式站台，右侧开门                                      | 侧式站台，右侧开门 | 侧式站台，右侧开门 |
|          |                    | █ 3号线 往上海南站、 █ 4号线 外环（上海火车站）         |                    |                    |
|          |                    | █ 3号线 往江杨北路（东宝兴路）、 █ 4号线 内环（海伦路） |                    |                    |
|          | 侧式站台，右侧开门 |                                                         |                    |                    |
| 地上二层 | 站厅               | 票务服务、自动售票机、人工服务台                        |                    |                    |
| 地面层   | 出入口             | 1、3出入口                                              |                    |                    |

### 站厅
宝山路站站厅位于站房二层，北侧部分区域为商业设施和办公用房。

### 站台
宝山路站站台层位于站房三层，设有2座侧式站台，在改造完成后北侧的侧式站台将改造成为岛式站台。

## 车站出口
宝山路站目前开放2个出入口，为配合本站第二阶段改造施工及3号出入口正式落成开通，1号出入口于2024年6月10日运营结束后临时关闭，3号出入口于次日运营开始正式开通；为配合第三阶段改造施工，2025年3月30日运营开始，1号出入口恢复开启，同时2号出入口同步关闭。各出入口如下所示：
| 出口编号            | 出口指示               | 照片 |
| ------------------- | ---------------------- | ---- |
| 1 · 出口            | 交通路，虬江路，会文路 |      |
| 3 · 出口 · （设有） | 交通路，虬江路         |      |
| 图例： 设有         |                        |      |

## 使用情況
由於該站曾為3号线南行方向的第一個換乘站，且在3号线上海火车站站換乘1号线较不方便，因此衆多3号线北延伸沿线居民到浦東均選擇在此站換乘4号线，因此該站成為3号线及4号线内圈客流較多的車站。爲此，在内圈站臺中部設有空調等候室。

## 未来规划

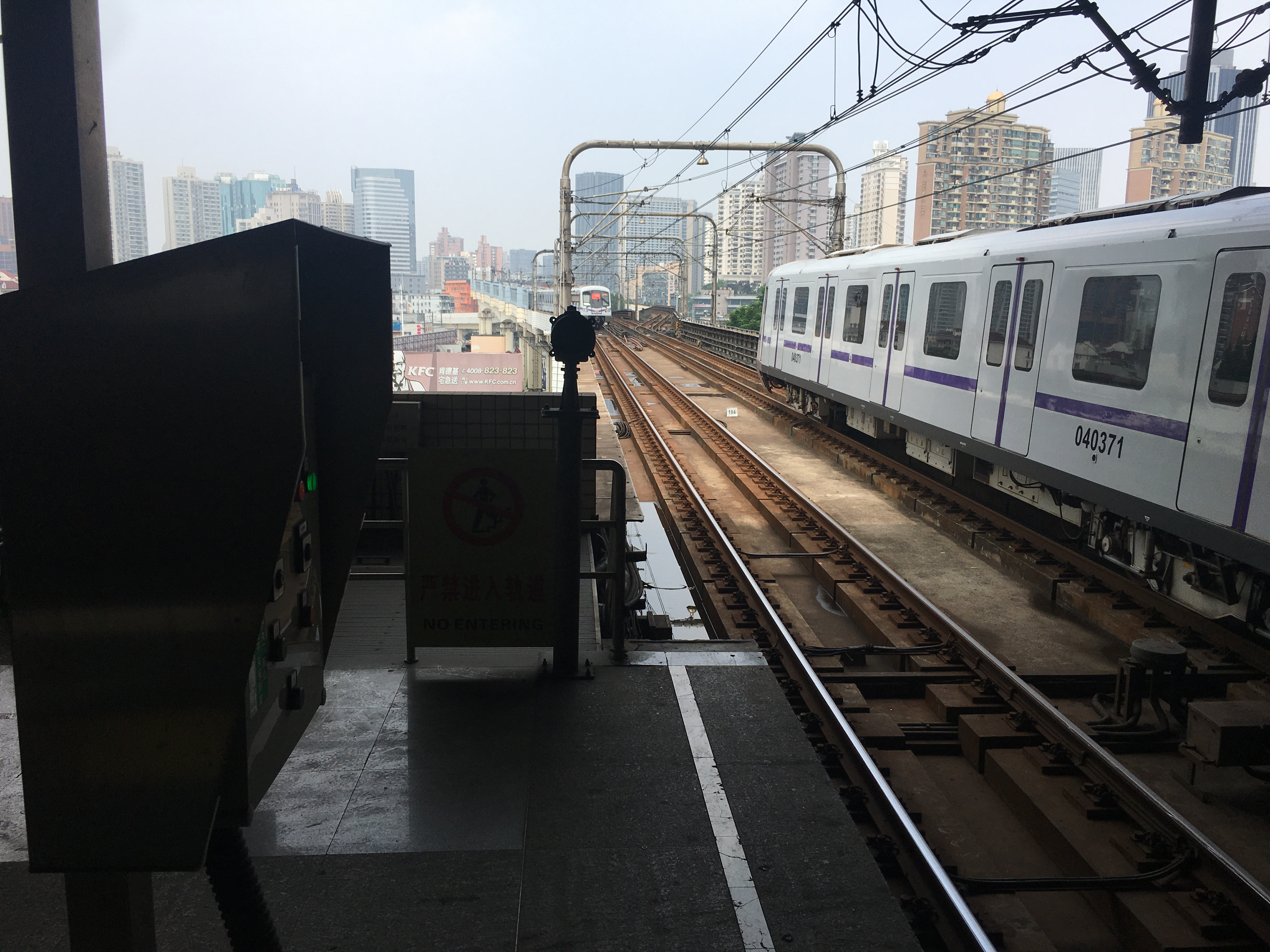
宝山路站東側3、4号线汇合處

为解决3号线4号线共线运营带来的运能问题，曾计划对该站至上海火车站站区间进行大规模改造并使两线分离运营。由于工程可实施性差，该计划已于2015年宣告取消，取而代之的是对本站进行改造与扩建。
本站东侧站前4号线外圈线路跨越3号线上下行双线，以21.3‰的长大下坡接入3号线下行线。为保证行车安全，该站信号系统采取了特殊设计，令该站两条线路的汇合能力成为了制约共线段运能提升的瓶颈。因此本站将在北侧新增一条股道并扩建北侧站台，新设西侧站后4号线外圈接入3号线下行线道岔，并拆除现有东侧站前4号线外圈接入3号线下行线道岔。改造后该站将成为一岛一侧式站台。工程已于2023年7月20日开工，预计2026年下半年完工。

## 公交换乘
6、13、14、15、18、41、51、63、65、66、66区间、69、78、132、147、305、306、329、502、537、922、928、929、948、952

## 圖片
- 4号线AC05型列車正在進入宝山路站
- 3号线北车长客阿尔斯通列车正在進入宝山路站
- 翻新前的宝山路站站厅（2007年）
- 宝山路站站台上的钟表

## 周边
- 上海北站舊址
  - 上海车辆段宝山路客技站
  - 上海铁路博物馆
- 上海铁路局